# Ploiești
Ploiești is een stad in Roemenië, gelegen in de vlakte aan de voet van de zuidelijke Karpaten op 56 km ten noorden van de hoofdstad Boekarest. Het is de hoofdstad van het district Prahova. Ploiești is dankzij de winning en raffinage van aardolie een belangrijke industriestad.

## Geschiedenis
De stad is gesticht in 1596 ten tijde van vorst Michaël de Dappere.
In de 19e eeuw werd er olie gevonden: in 1857 kreeg de stad haar eerste olieraffinaderij, een van de eerste van Europa. In 1872 kreeg Ploiești zijn eerste spoorwegverbinding, toen de stad een halte werd aan de spoorlijn van Boekarest naar Galați. Ploiești heeft zich sindsdien ontwikkeld tot een belangrijk spoorwegknooppunt.
In Ploiești vond in 1870 een kortstondige antimonarchistische opstand plaats, die de geschiedenis inging als de Republiek van Ploiești.
In 1940 werd de stad zwaar beschadigd door een aardbeving.
Tijdens de Tweede Wereldoorlog vormde Ploiești met zijn aardolieproductie een belangrijke steunpilaar van nazi-Duitsland. De stad was dan ook tweemaal het doelwit van een bombardement. De eerste aanval vond plaats op 12 juni 1942. Tijdens dit bombardement, uitgevoerd door de Amerikanen onder de codenaam Operatie Soapsuds, werden de olievelden zwaar getroffen. Het tweede bombardement, op 1 augustus 1943 uitgevoerd door de Amerikanen onder de codenaam Operatie Tidal Wave, was het omvangrijkste bombardement dat een Roemeense stad tijdens de oorlog trof. Ondanks ernstige verwoestingen bleven de prinselijke kerk, gebouwd door Matei Basarab, de Vissarionkerk en het patriciërshuis Hagi Prodan bewaard.

## Bevolking
In 2010 had de stad 227.194 inwoners, met de grote meerderheid de Roemenen. In de communistische tijd, in 1977, had Ploiești nog maar 199.699 inwoners, en later, in 1992 had het 252.715 inwoners.

## Sport
De plaatselijke voetbalclub Petrolul Ploiești komt uit in de hoogste Roemeense divisie en speelt in het Ilie Oanăstadion.

## Partnersteden
- Berat (Albanië)
- Dnipro (Oekraïne)
- Harbin (China)
- Hîncești (Moldavië)
- Lefkada (Griekenland)
- Maracaibo (Venezuela)
- Oral (Kazachstan)
- Osijek (Kroatië)
- Radom (Polen)

## Geboren
- Mircea Dridea (1937), voetballer
- Take Ionescu (1858-1922), politicus
- Liviu Librescu (1930-2007), werktuigbouwkundige
- Bianca Anghel (1985), langebaanschaatsster
- Daniela Dumitru (1987), langebaanschaatsster
- Valentin Lazăr (1989), voetballer
- Marius Paraschivoiu (1990), langebaanschaatser

Alba Iulia · Alexandria · Arad · Bacău · Baia Mare · Bârlad · Bistrița · Botoșani · Brașov · Brăila · Bucureşti (Boekarest) · Buzău · Călărași · Cluj-Napoca · Constanța · Craiova · Deva · Drobeta-Turnu Severin · Focșani · Galați · Giurgiu · Hunedoara · Iași · Mediaș · Oradea · Piatra Neamț · Pitești · Ploiești · Râmnicu Vâlcea · Reșița · Roman · Satu Mare · Sfântu Gheorghe · Sibiu · Slatina · Slobozia · Suceava · Târgoviște · Târgu Jiu · Târgu Mureș · Timișoara · Tulcea · Turda · Vaslui · Zalău
Steden met gemeentestatus: Ploiești · Câmpina

Steden zonder gemeentestatus: Azuga · Băicoi · Boldești-Scăeni · Breaza · Bușteni · Comarnic · Mizil · Plopeni · Sinaia · Slănic · Urlați · Vălenii de Munte

Gemeenten: Adunați · Albești-Paleologu · Aluniș · Apostolache · Ariceștii Rahtivani · Ariceștii Zeletin · Baba Ana · Balta Doamnei · Bălțești · Bănești · Bărcănești · Bătrâni · Berceni · Bertea · Blejoi · Boldești-Gradiștea · Brazi · Brebu · Bucov · Călugăreni · Cărbunești · Ceptura · Cerașu · Chiojdeanca · Ciorani · Cocorăștii Mislii · Cocorăștii Colț · Colceag · Cornu · Cosminele · Drăgănești · Drajna · Dumbrava · Dumbrăvești · Filipeștii de Pădure · Filipeștii de Târg · Fântânele · Florești · Fulga · Gherghița · Gorgota · Gornet · Gornet-Cricov · Gura Vadului · Gura Vitioarei · Iordăcheanu · Izvoarele · Jugureni · Lapoș · Lipănești · Măgurele · Măgureni · Măneciu · Mănești · Olari · Păcureți · Păulești · Plopu · Podenii Noi · Poiana Câmpina · Poienarii Burchii · Posești · Predeal-Sărari · Provița de Jos · Provița de Sus · Puchenii Mari · Râfov · Salcia · Sălciile · Scorțeni · Secăria · Sângeru · Șirna · Șoimari · Șotrile · Starchiojd · Ștefești · Surani · Talea · Tătaru · Teișani · Telega · Tinosu · Târgșoru Vechi · Tomșani · Vadu Săpat · Valea Călugărească · Valea Doftanei · Vărbilău · Vâlcănești